# Mali Izvor
Mali Izvor ist ein Dorf in der Opština Zaječar mit 372 Einwohnern laut Volkszählung 2011. Durch den Ort verläuft die Magistrale  35. Am Westrand des Dorfes gibt es einen Haltepunkt an der Bahnstrecke Crveni Krst–Prahovo Pristanište, an dem je zwei Mal täglich Regionalzüge nach Niš und Zaječar halten. Durch die Dorfmitte verläuft einen Bach, der in den Beli Timok mündet, welcher das Dorfgebiet im Westen tangiert.

## Belege
1. ↑  Република Србија, Републички завод за статистику: УПОРЕДНИ ПРЕГЛЕД БРОЈА СТАНОВНИКА: 1948, 1953, 1961, 1971, 1981, 1991, 2002. И 2011. Република Србија Републички завод за статистику, Belgrad 2014, ISBN 978-86-6161-109-4, S. 103 (serbisch, Online [PDF]).
2. ↑  Srbija Voz: 75 Niš-Zaječar-Parhovo Pristanište-Zaječar-Niš. Srbija Voz, 2022, abgerufen am 17. Dezember 2022 (serbokroatisch).